# Конєва Валентина Федорівна
Валентина Федорівна Конєва (12 липня 1929, село Донузлав, тепер село Красноярське Чорноморського району Автономної Республіки Крим — ?) — українська радянська діячка, лікар, завідувачка терапевтичного відділення Євпаторійської міської лікарні № 1 Кримської області. Депутат Верховної Ради УРСР 9—10-го скликань.

## Біографія
Народилася в селянській родині.
Освіта вища. У 1956 році закінчила Одеський медичний інститут.
У 1956—1960 роках — дільничний лікар-терапевт міської лікарні в місті Павлодарі Казахської РСР.
З 1960 року — дільничний лікар, лікар-ординатор, з 1963 року — завідувачка терапевтичного поліклінічного відділення в місті Євпаторії Кримської області.
З 1966 року — завідувачка терапевтичного відділення стаціонару; завідувачка кардіологічного відділення стаціонару Євпаторійської міської лікарні № 1 Кримської області.
Потім — на пенсії в місті Євпаторії.

## Нагороди
- ордени
- медаль «За доблесну працю. В ознаменування 100-річчя з дня народження Володимира Ілліча Леніна» (1970)
- медалі
- значок «Відмінник охорони здоров'я Української РСР»